# Stethorrhagus limbatus
Espèce
Synonymes
- Stethorrhagus abrahami Mello-Leitão, 1948

Stethorrhagus limbatus est une espèce d'araignées aranéomorphes de la famille des Corinnidae.

## Distribution
Cette espèce se rencontre au Brésil et au Guyana.

## Description
Le mâle mesure 7,5 mm et les femelles de 8 à 9 mm.

## Publication originale
- Simon, 1896 : Descriptions d'arachnides nouveaux de la famille des Clubionidae. Annales de la Société Entomologique de Belgique, vol. 40, p. 400-422 (texte intégral).